# Храм Николая Чудотворца (Ульяновск)
Храм Никола́я Чудотво́рца — православный храм в Заволжском районе города Ульяновск в микрорайоне Новый город, основанный в 1993 году и построенный полностью в 2012 году. Входит в состав 3-го Симбирского городского благочиния Симбирской епархии Русской Православной церкви.

## История
Приход святителя Николая Чудотворца был основан 19 сентября 1993 года в Ульяновске в Заволжском районе в микрорайоне Новый город. Указом архиепископа Симбирского и Мелекесского Прокла настоятелем был назначен протоиерей Павел Демин.
19 декабря 1996 года преосвященный Прокл отслужил водосвятный молебен и освятил закладной камень. И к весне 1997 года была построена деревянная церковь без перекрытия и пасхальное богослужение 1997 года совершалось в храме без крыши. Уже к осени того же года деревянный храм в Новом городе был почти полностью достроен. 8 октября 1998 года была совершена первая литургия. Но, несмотря на начало богослужений, в Никольской церкви проводились внутренние работы, были смонтированы окна и заказан иконостас.
30 ноября 2002 года в храме случился пожар и он полностью сгорел, остался лишь фундамент. 19 декабря того же года службы возобновились в единственном уцелевшем здании, которое предназначалось для церковной лавки, трапезной и просфорной.
4 января 2003 года в Никольском храме Нового города возобновились службы. В 2004 году на расширенном фундаменте сгоревшего храма началось строительство 3-престольной каменной церкви.
К 2008 году храм был построен до фундамента колокольни, также были частично выстроены алтарные апсиды. 21 августа 2009 года настоятелем прихода был назначен митрофорный протоиерей Григорий Катрук. С 2010 по 2011 год строилась колокольня и центральная часть церкви. В 2011—2012 годах были установлены купола, устроена кровля, утеплены чердачные помещения, вставлены окна и положен временный деревянный пол, и 7 апреля 2012 года на благовещение службы совершались уже в новеньком храме. И в том же году на колокольню были установлены колокола с электронной системой управления, сделано автономное отопление в виде дровяных печь, а также построена котельная, отштукатурены стены храма и смонтирована система вентиляции и поставлен временный иконостас. Летом 2013 года были залиты тёплые полы и заказан новый иконостас.
Спустя 10 лет после постройки храма, 20 августа 2022 года митрополит Симбирский и Новоспасский Лонгин совершил освящение храма.

## Организации при храме
В 2011 году при церкви начала действовать воскресная школа для детей и взрослых. При этой школе также действует библиотека для прихожан.
В 2017 году при храме была начата работа молодёжного православного клуба под названием «Луч».
22 октября 2023 года при Никольской церкви была открыта и освящена церковно-приходская школа.
По благословению владыки Прокла в 2012 году был составлен проект просветительского центра при храме Николая Чудотворца, и тогда в 2013 году был вырыт котлован под его строительство. 30 октября 2023 года при церкви был торжественно открыт духовно-просветительский центр.

## Духовенство
На сегодняшнее время причт состоит: настоятель митрофорный протоиерей Григорий Катрук, иеромонах Всеволод Емельянов и иерей Павел Путилкин.

## Престольный праздник
Престольный праздник в храме отмечают в день смерти Николая Чудотворца — 19 декабря, а также в день памяти святителя архиепископа Мирликийского — 22 мая.